# Zafferano di Sardegna

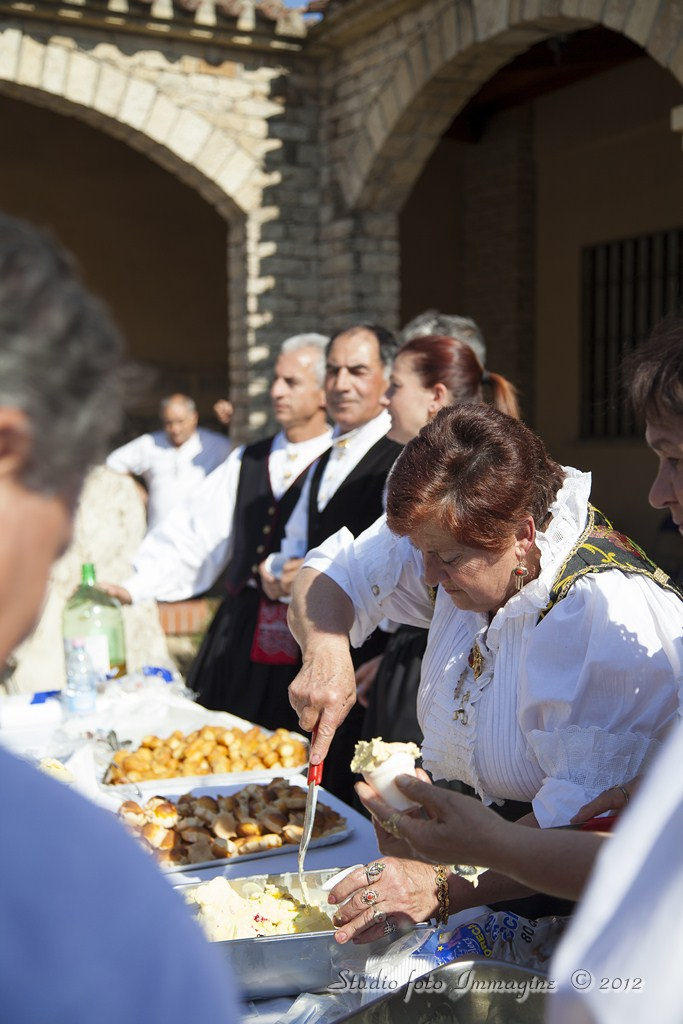
Sagra dello zafferano a Villanovafranca con degustazione del gelato allo zafferano.

Lo Zafferano di Sardegna è un marchio di qualità europeo che designa una pianta erbacea essiccata in stimmi o fili, appartenente al genere Crocus sativus, coltivata, raccolta e lavorata nella provincia di Cagliari, in Sardegna.
Nel febbraio 2009, la denominazione  Zafferano di Sardegna  è stata riconosciuta denominazione di origine protetta (DOP).

## Storia
L'introduzione sull'isola si deve ai Fenici, si ritiene che lo zafferano fosse già abbastanza diffuso nel Campidano ai tempi dei Romani come attesta un’iscrizione funeraria del I secolo d.C. che si trova a Cagliari, nella Grotta della Vipera
La prima vera testimonianza di commercializzazione risale al XIV secolo, nel 1317 con il Breve Portus Regolamento del porto di Cagliari, contiene una norma per disciplinare l'esportazione degli stimmi dalla Sardegna. 
Nell'Ottocento si diffonde produzione dello zafferano, usato sia per le sue qualità aromatiche e medicinali, sia per la tintoria.

## Zona di produzione
Comprende l'intero territorio dei comuni di San Gavino Monreale, Turri e Villanovafranca, situati nella provincia di Cagliari.

## Caratteristiche
Lo Zafferano di Sardegna DOP si differenzia per l'elevato potere colorante, gli effetti terapeutici e le proprietà aromatizzanti.
Una delle tradizionali tecniche di lavorazione tramandate di generazioni in generazioni e che richiede l'attenzione di mani esperte è l'umettamento - prima dell'essiccazione - degli stimmi con olio extra vergine d'oliva.

## Sagra
Come ogni anno, in autunno, la «Sagra dello Zafferano» si svolge nelle cittadine di San Gavino Monreale, Turri e Villanovafranca. Durante i giorni della sagra, oltre a visitare il paese, i turisti hanno la possibilità di degustare piatti tipici della cucina sarda a base di questo prezioso ingrediente.